# 中华人民共和国在境外的情报活动
中华人民共和国政府常年通过中华人民共和国国家安全部、中华人民共和国公安部、中共中央统一战线工作部、中央军委联合参谋部情报局，以及众多掩护组织和国有企业等多种方式于海外经营间谍活动。其采用了多种策略，包括利用网络间谍以远程获取敏感信息、信号情报、人力情报，以及透过针对海外华人社区和协会的统一战线活动来进行政治影响力行动。中国政府还致力于工业间谍活动，旨在收集信息和技术以支持其经济发展，并对海外异议人士进行跨国镇压，例如藏獨運動和维吾尔人支持者，以及台湾独立运动、香港独立运动、法轮功、亲民主活动家和其他批评中国共产党人士。美国称其情报活动空前活跃且深度介入尤其包括美国在内的多个东道国，造成的经济损失据战略与国际研究中心估算高达数千亿美元。

## 运作模式

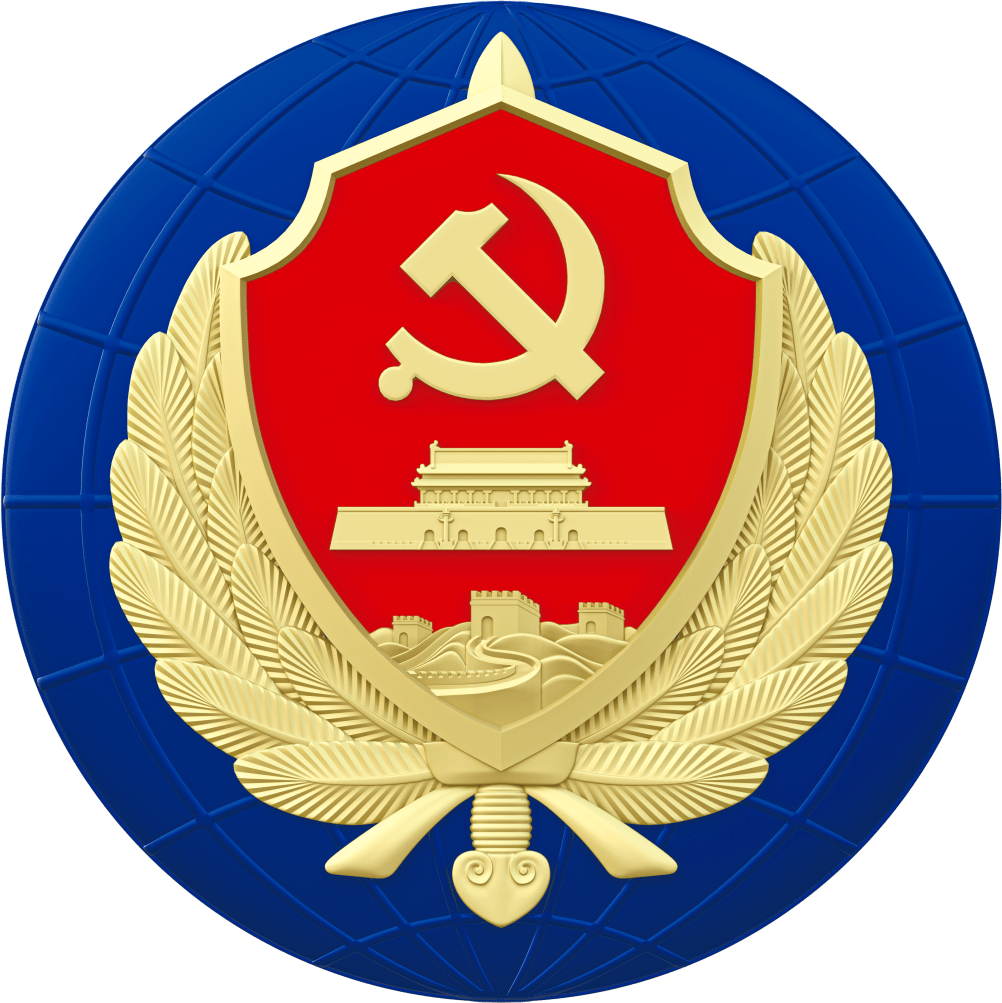
中华人民共和国国家安全部徽章

据信，中国的间谍活动旨在通过获取商业、技术和军事秘密来维护中国的国家安全。中国情报活动有着花样繁多的媒介。美人计、黑材料也是中国情报机构的常用手段。中国已将非传统情报资产的使用编纂成法，据2017年《中华人民共和国国家情报法》第十四条规定，国家情报工作机构“可以要求有关机关、组织和公民提供必要的支持、协助和配合。”
公众得以获知的有关中国情报机构的许多信息来自出逃者，然中华人民共和国指责这些人以虚假宣传推动反中华人民共和国之议程。一个已知的例外是陈文英案，她被指控与一名联邦调查局特工发生婚外情，以从他那里获取敏感文件。后来她的所有指控被一名美国法官以检察官不当行为为由驳回。

### 网络间谍
在2008年，美国认为中国军方数年来持续在发展网络技术，以对其他国家进行间谍活动。在澳大利亚、新西兰、加拿大、法国、德国、荷兰、英国、印度和美国等多个国家发现了多起涉嫌中国参与的计算机入侵事件。
在遭遇影子网络计算机间谍行动后，安全专家称“针对西藏活动人士的行动能有力地表明中国政府参与其中”，因为中国个人黑客通常只追求经济信息。2009年，多伦多大学蒙克国际研究中心的加拿大研究人员检查了第十四世达赖喇嘛个人办公室的电脑。通过证据发现了GhostNet（幽灵网），一个大型网络间谍（英語：cyber-spy）网络。中国黑客已入侵过103个国家的政府和私人组织的计算机，然而研究人员表示没有确凿证据表明中国政府位居幕后。被入侵的电脑包括达赖喇嘛、流亡藏人、达赖喇嘛在印度、布鲁塞尔、伦敦和纽约的附属组织、大使馆、外交部和其他政府办公室的电脑，据信入侵的重点是南亚和东南亚国家的政府。同一批研究人员在2010年发现了第二个网络间谍网络。他们还发现了一些被盗文件，其中包括有关印度导弹系统、印度几个邦的安全状况的机密材料、有关印度与西非、俄罗斯和中东关系的机密大使馆文件、北约部队在阿富汗的行程以及达赖喇嘛一年的私人电子邮件。这些“老练”的黑客与中国的大学有关，然北京仍否认曾参与其中。2019年，中国黑客冒充《纽约时报》、国际特赦组织等组织的记者，瞄准攻击达赖喇嘛的私人办公室、西藏人民議會成员、西藏非政府组织等。Facebook和Twitter曾捣毁过一个大型中国机器人网络，该网络散布了有关2019－2020年香港示威的虚假信息，而针对香港媒体公司长达数月的攻击也被追溯到中国黑客。

### 公司
中国大陆境内用于识别中国穆斯林少数民族维吾尔人而开发的人脸识别和监控人工智能（AI）技术目前已应用于中国各地。尽管存在对中国参与5G无线网络的安全担忧，但这项技术仍由国有企业中国电子进出口总公司和华为制造并出口到世界各国，包括厄瓜多尔、津巴布韦、乌兹别克斯坦、巴基斯坦、肯尼亚、阿拉伯联合酋长国、委内瑞拉、玻利维亚、安哥拉和德国。麻省理工学院等美国公司和大学正与中国监控和人工智能初创公司合作，普林斯顿大学、洛克菲勒基金会和加州公务员退休基金也在支持这些企业，如海康威视、商汤科技和旷视科技。这些公司销售着中国国家开发的人工智能监控系统的廉价版本，但却由于这些公司被美国宣布为国家安全威胁和人权侵犯者，连同中美贸易担忧，这类合作正受到一定程度的限制。中国在后来投资了美国人工智能初创公司，并开始在人工智能投资方面超越美国。
2020年7月，德国国内情报机构德国联邦宪法保卫局在其年度报告中警告，消费者们向中国支付公司或腾讯、阿里巴巴等其他科技公司提供的个人数据最终可能会落入中国政府手中。2020年9月，一家中国公司，深圳振华数据信息技术，因其大数据和数据挖掘及整合能力及其使用意图而在全球范围内受到关注。根据中国国家市场监督管理总局运营的国家企业信用信息公示系统的信息，振华数据信息技术有限公司的股东是两名自然人和一家合伙人为自然人的普通合伙企业。振华数据的首席执行官兼股东王雪峰曾公开倡导通过操纵公众舆论和“心理战”以发动“混合战争”。

### 机构
参与海外部署行动的机构主要有国家安全部和中央军委联合参谋部情报局，二者都利用国有企业和统一战线团体作为掩护组织令相关情报人员伪装成合法雇员。中华人民共和国公安部在参与其境内反情报活动的同时，还通过“猎狐行动”等行动在海外抓捕逃犯、异议人士和腐败嫌疑人。中共统一战线工作部门负责利用海外华人华侨和当地政治经济精英进行政治影响力行动，同时为情报代理人提供掩护。
新华通讯社也为情报目的收集和报告有关个人和团体之信息。新华社记者会在一些中国大使馆和领事馆的安全屋里向中共领导层提交某些内部报告（“内参”）。

#### 高级持续性威胁
自习近平于2012年出任中共中央总书记以来，国家安全部（MSS）在网络间谍活动方面获得了比解放军更大的职责，目前负责监督各种高级持续性威胁组织。据安全研究员蒂莫·斯特芬斯（Timo Steffens）称，中国的“高级持续性威胁”（APT）组织利用来自从私有或公共机构到个体（包括和政府有承包项目的小公司和黑客组织）的技能。
- APT1是中國人民解放軍61398部隊。
- APT2是中国人民解放军61486部队。
- APT3（又名Boyusec）是中国国家安全部广东省国家安全厅。[56]
- APT10（英语：APT10）（又名Red Apollo），是中国国家安全部天津市国家安全局。
- APT12（又名Numbered Panda）是解放军所属身份不明组织。
- APT17（又名DeputyDog）是中国政府所属身份不明单位。[57]
- APT18（又名Dynamite Panda或Scandium）是解放军海军所属部队之一。[58]
- APT19（又名Deep Panda或C0d0so0 Team）是中国政府所属身份不明单位。
- APT20（又名Violin Panda或Wocao）是中国政府所属身份不明单位。[59][60]
- APT22（又名Suckfly）是中国政府所属身份不明单位。
- APT26（又名Turbine Panda）是中国国家安全部江苏省国家安全厅。
- APT27（又名Emissary Panda）是中国政府所属身份不明单位。[61]
- APT30（又名Naikon）是中国人民解放军78020部队。
- APT31（又名Zirconium或Hurricane Panda）是中国国家安全部湖北省国家安全厅。[62][63][64][65]
- APT40 是中国国家安全部海南省国家安全厅。
  - Hafnium与APT40密切相关。[66][67][68]
- APT41（又名Double Dragon、Winnti Group或Barium）是中国国家安全部所属单位之一，位于中国成都。[69][70][71][72][58]
- LightBasin[73][74]（又名UNC1945）。
- Dragonbridge。[75]
- Tropic Trooper。[76][77]
- Volt Typhoon。[78]
- Flax Typhoon。[79]
- Charcoal Typhoon（又名CHROMIUM）。[80][81]
- Salmon Typhoon（又名SODIUM）。[80][81]
- 盐台风（Salt Typhoon，又名GhostEmperor或FamousSparrow）。[82][83]
- Liminal Panda。[84]
- MirrorFace。[85]
- Mustang Panda。[86]

### 情报活动与统一战线
周恩来曾在1939年提出“以统战带动情报”、“寓情报于统战中”的思想。这一情况一如既往，统一战线思想指导了中国共产党早期的政治影响和渗透手段，时至今日还被中国国家安全部和中国人民解放军等应用于全球的影响力行动。根据澳大利亚分析师周安澜的说法，“统战体系为情报机构提供了网络、掩护和机构，供其实现自身目的。”周安澜补充道，“统一战线网络对中共间谍而言是绝佳际遇，因为他们代表着一些相对容易被隐蔽招募的亲中共人员群体。”
2023年，中共中央政法委員會書記陈文清要求各级党委党干部“要高度重视、关心支持隐蔽战线工作”。

## 大中华地区

### 香港
据泛民主派政治团体称，中国大陆长期向香港派遣间谍，骚扰异见人士和法轮功学员。据《东方日报》报道，2012年一名中国安全部门官员因涉嫌为美国担任双重间谍而在香港被捕。
2015年10月至12月，銅鑼灣書店的五名书商失踪，成为銅鑼灣書店事件的一部分。据称，桂民海、李波、吕波、张继平和林榮基五人因出版和发行涉及中共高层领导腐败和丑闻的书籍，被中国公安人员法外绑架，破坏了香港的司法独立。

### 中华民国（台湾）
台湾与中国大陆常常互相指责对方从事间谍活动。
中華民國總統府資政王仁炳于2009年被发现自2007年以来向中国大陆出售了近100份机密文件。军情局官员羅奇正于2010年被发现自2007年以来长期担任中国大陆的双面间谍。前总统陈水扁执政期间，羅賢哲少将自2004年以来长期涉嫌向中国大陆出售军事机密。
2007年，法务部调查局表示，希捷科技生产、泰国制造的500GB迈拓（Maxtor）Basics Personal Storage 3200型硬盘可能被中国大陆承包商修改并预装了Virus.Win32.AutoRun.ah病毒。据报道，2007年8月以后在荷兰和台湾销售的硬盘中，有多达1,800块感染了该病毒，该病毒会扫描《魔兽世界》和QQ等产品的密码，并将它们上传到一个位于北京的网站。
国立政治大学MBA项目毕业生周泓旭被控试图招募中华民国外交部官员为中国大陆提供情报。报道指周泓旭受中国大陆国务院台湾事务办公室指使，进入该大学结交朋友并发展间谍网。据报道，周泓旭以日本旅行和美元作为报酬，索取机密文件。
2020年10月，据透露，中国大陆黑客入侵了台湾最大的求职网站，窃取了500多万人的信息。
2020年12月11日，法务部调查局（MJIB）逮捕了三名为中国大陆情报机构工作的台湾人。这些人散布宣传台湾和美国试图推翻泰国君主制，支持民主抗议者的言论。作为该局调查的台湾首例与互联网相关的国家安全案件，此案意义重大。而且这是台湾首次记录到中国大陆成功招募台湾人作为其网络水军的付费网络代理人。此次虚假宣传行动还试图将“奶茶聯盟”错误地描绘成一场由美国政府策划的“颜色革命”式阴谋。
中国大陆间谍气球曾飞越台湾。
2022年8月，在美国众议院议长南希·佩洛西访问台湾期间，臺灣鐵路（TRA）的车站荧幕显示着带有“老巫婆”字眼的简体中文信息，还有多家7-Eleven便利店的电视屏幕称之为“战争贩子”。此举推测中国大陆所为，以嘲讽佩洛西。
2023年3月，台湾检方指控两名前官员违反国家安全法，组织前高级军官与中国大陆情报人员会面。退役海军少将夏复翔和前立法委员羅志明在被解放军军方和中共中央统战部招募后开始从事间谍活动。该案2023年7月一审获判罗志明无罪，而夏复翔5月徒刑；夏复翔在2024年4月二审因罪证不足改判无罪。
2023年8月，中华民国国防部拘留了陆军中校谢姓军官，原因是他涉嫌向中国大陆泄露军事机密。谢某及其他几人涉嫌受中国大陆招募，向中国大陆提供国防机密及其他信息。谢某还涉嫌发展了一个由现役和退役军人组成的间谍组织，为中国大陆收集情报。

#### 军事间谍活动
2017年5月，退役宪兵少校王鸿儒（曾任职于中华民国国家安全局）被控为中华人民共和国从事间谍活动。
陆军马祖防卫指挥部少将副指挥官谢嘉康，被控向中国大陆提供情报，据称他被前空军防炮上校参谋长辛澎生招募。
2018年1月，据报道，台北地方检察署正在调查国军陆军特勤队的机密信息是否有被泄露给周泓旭，后者已被判违反国家安全法。2018年3月，一名退役上校被高雄地方检察署指控违反国家安全法，据称该上校共享机密个人信息并计划在台湾发展间谍网。2018年4月，澳门出生的商人洪金锡被指控替中国大陆在法务部发展间谍网。2015年，前解放军中校镇小江因招募包括陆军少将许乃权在内的国军军官加入中国大陆间谍网而被定罪。镇小江给中国大陆送出了有关台湾雷达设施和达索幻影2000战斗机的情报，于2018年7月刑满出狱后被遣返香港。
2022年，台北地方检察署指控退役少将钱姓军官和退役中校魏姓军官为中国大陆发展间谍网。他们被指控为一名香港谢姓人士工作，该人士会来台湾招募退役军官并联系现役军官。钱姓和魏姓军官曾试图招募張哲平，然未能达成，后者在担任中华民国国防部副部长之前，曾担任蔡英文总统的战略顾问。张哲平2021年先是作为被告被调查，再后来改列为证人。
从2022年1月到2024年6月，中华民国政府报告了超过1,700起中国大陆情报机构试图招募国军军人的案例。

#### 经济间谍活动

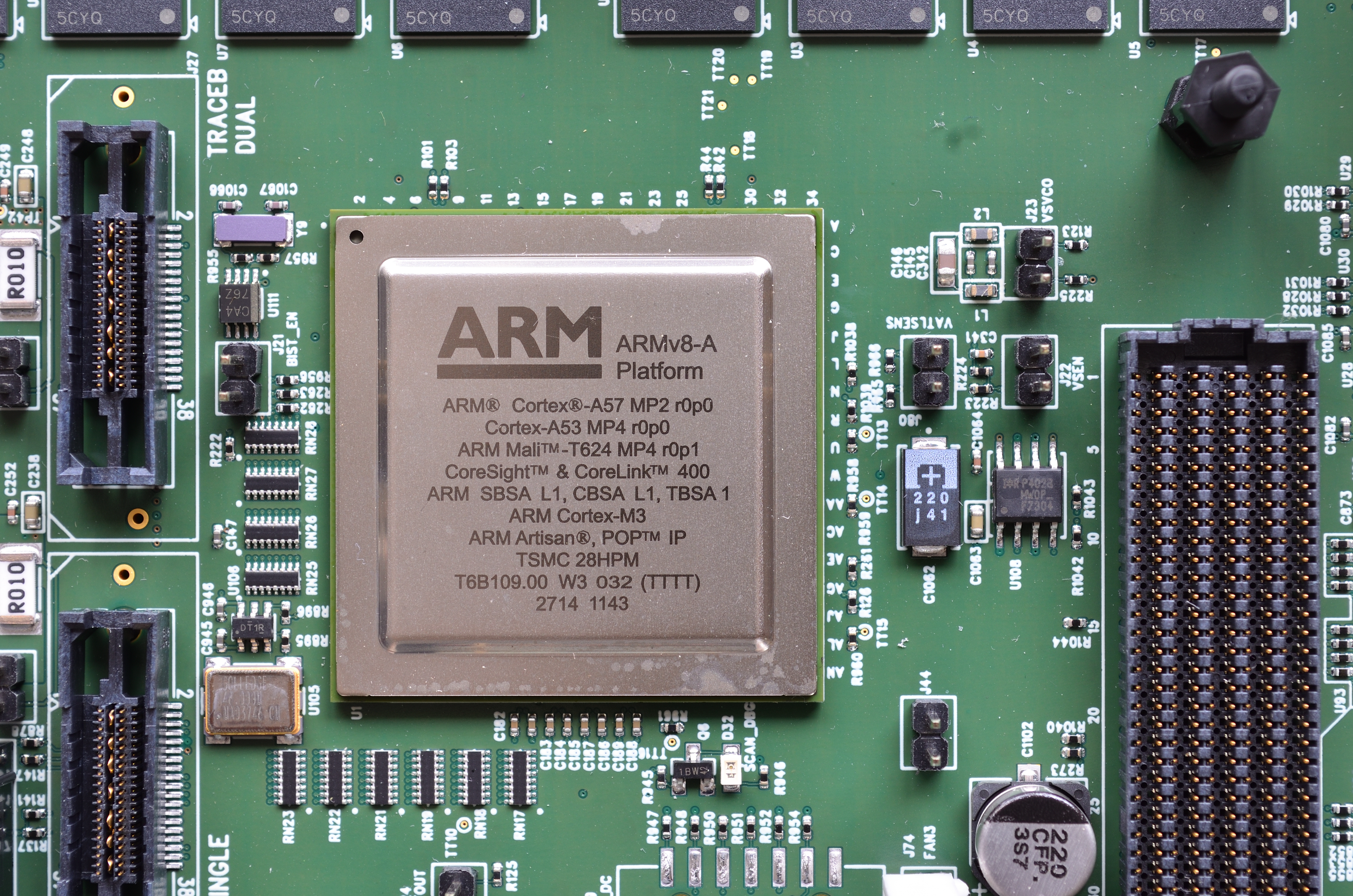
台湾制造之集成电路

《华尔街日报》报道，台湾长期是与集成电路制造产业相关的经济间谍活动的“原爆点”。在对台湾十起与技术相关的知识产权侵权案件的审查中，《华尔街日报》发现其中九起案件涉及向中国大陆的技术转移。南亚科技公司的一名员工涉嫌为清华控股窃取动态随机存取存储器（DRAM）的设计。台灣積體電路製造公司的工程师许志鹏涉嫌在由中国大陆政府所有的上海华力微电子有限公司招募后窃取微芯片设计。
据台湾检方，工程师王永明（福建晋华集成电路代表）通过台湾公司联华电子从事间谍活动，窃取美光科技的微芯片设计。美光声称，联华电子聘用了美光的工程师，要求他们窃取有关先进存储芯片的文件。据称，王窃取的文件是生产机密，包括与金属化相关的测试程序和DR25nmS设计协议。

## 非洲

### 埃塞俄比亚
2018年1月，《世界报》报道称，由中国建筑承建的非洲联盟总部官厅的计算机系统曾在2012年至2017年期间遭到入侵，非盟服务器的数据被转发至上海。随后该建筑的计算机系统被移除，非盟拒绝了中国对替代系统配置的提议。《世界报》称，后来非盟掩盖了这次黑客事件，以保护中国在非洲大陆的利益。
中国和非洲联盟均否认了这些指控。埃塞俄比亚总理海尔马里亚姆·德萨莱尼驳斥法国媒体的报道时声称不相信有此事。非洲联盟委员会主席穆萨·法基表示，“（《世界报》报道中的）这些指控完全是虚假（false）的，我认为我们应完全不予理会。”
2020年，日本计算机应急响应小组（CERT）报告称，一个疑似中国黑客组织“Bronze President”（古铜首领）入侵并窃取了非盟总部安保摄像头的监控录像。

## 亚洲

### 柬埔寨
至少自2017年4月以来，来自中国的高级持续性威胁团体TEMP.Periscope在长期攻击与2018年大选相关的柬埔寨组织。目标包括全国选举委员会、柬埔寨内政部、柬埔寨外交与国际合作部、柬埔寨参议院和柬埔寨经济财政部。该高级持续性威胁组织对金·莫诺维西亚（柬埔寨救国党成员）进行鱼叉式网络钓鱼，发送冒充柬埔寨人权促进与保护联盟的消息。

### 印度
印度研究分析室认为，中国利用其在尼泊尔印度边境附近设立的数十个研究中心，部分用于对印度进行间谍活动。
2011年8月，一艘伪装成渔船的中国科考船在小安达曼岛附近海域被发现正在一个地缘战略敏感区域收集数据。
针对日本和西藏的“Luckycat”（招财猫）黑客行动也以印度为目标。一个特洛伊木马被植入到一个表面上是关于印度弹道导弹防御计划的Microsoft Word文件中，从而允许指挥控制服务器连接并提取信息。这些攻击随后被追溯到一名来自四川的中国研究生，并怀疑中国政府策划了这些攻击。
与中国人民解放军第三技术部有关联的中国黑客对设在达兰萨拉的藏人行政中央发动了广泛而持续的黑客攻击。
根据印度情报机构的一份报告，2018年，解放军海军在安达曼和尼科巴群岛附近水域部署了一艘815G型电子侦察船长达两周。
2019年3月，印度情报机构向新闻机构透露，中国正试图通过在南印度这些地区建立中国企业来监视印度海军基地和位于阿卜杜勒·卡拉姆岛的综合试验场导弹试验设施。
2020年9月，德里警方根据印度官方保密法逮捕了一名记者及其同伙，罪名是涉嫌向中国情报官员传递敏感信息。
2021年3月3日，中国黑客袭击了印度的Covaxin和Covishield生产单位。还有人声称，黑客试图通过入侵电力单位在该国制造全国性停电。
2022年10月21日，印度英文报纸《论坛报》报道称，德里警方逮捕了一名来自中国海南省的中国籍女子，她被指控冒充僧侣身份，并涉嫌从事“反国家活动”。
2023年2月，印度警方依据印度刑法典第121条（对印度政府发动战争）和其他刑法典条款，拘留了一名被控对印度进行间谍活动的中国公民。此前，该中国公民曾访问印度德里境内的“关键设施”。

### 印度尼西亚
2021年1月，印尼渔民报告发现水下无人机或滑翔机。这一发现被认为与之前在南苏拉威西省塞拉亞島附近水域被渔民发现的一架中国滑翔机有关。多国媒体纷纷强调这一发现，大多数媒体称此次事件是中国在印尼海域的秘密行动。《卫报》在其“间谍”专栏中详细介绍了此前在2019年3月，渔民在廖内群岛丹戎槟榔也发现了一架中国制造的滑翔机。此外，2020年1月在马萨伦布、东爪哇省也有类似的发现。
2021年9月，中国黑客入侵了至少十个印度尼西亚政府部门和机构的内部网络，其中包括印度尼西亚主要情报机构，印度尼西亚国家情报局（BIN）的电脑。此次入侵由Recorded Future的威胁研究部门Insikt Group发现，并被认为与“野马熊猫”（Mustang Panda）有关，该中国威胁行为者以针对东南亚地区的网络间谍活动而闻名。但印度尼西亚情报机构的一位发言人否认中国黑客入侵了他们的电脑。
2022年7月，据印度尼西亚媒体报道，印度尼西亚海军在北西巴迪克（North Sebatik）、北加里曼丹省逮捕了六人，其中包括三名外国人，两人来自马来西亚，一人来自中国，他们因被发现持有该共享岛屿上敏感海军基地的照片涉嫌参与间谍活动。

### 日本
根据趋势科技的一份报告，“Luckycat”（招财猫）黑客组织在致力对日本、印度和西藏的目标进行网络间谍活动。在2011年日本东北大地震、海啸和福岛第一核电站的核泄漏期间，黑客将特洛伊木马病毒植入到电子邮件的PDF附件中，其中包含有关辐射剂量测量的信息。趋势科技和《纽约时报》对指挥控制服务器所有权进行调查，并通过别名为“scuhkr”的QQ号码关联到了古开元，一名四川大学成都信息安全研究所的研究生，其硕士论文的主题为计算机黑客技术。来自美国战略与国际研究中心的詹姆斯·A·刘易斯（James A. Lewis）认为这些攻击是政权支持的。

### 哈萨克斯坦
2019年2月19日，哈萨克斯坦反间谍官员在阿拉木图逮捕了前克格勃特工康斯坦丁·西罗耶日金（Konstantin Syroyezhkin），罪名是向中国间谍递送机密文件。与中国有关联的黑客也曾以哈萨克斯坦的实体为目标。

### 马来西亚
2020年，中国黑客涉嫌参与了针对马来西亚政府官员的黑客攻击。该组攻击被归咎于APT40。

### 菲律宾
FireEye总裁特拉维斯·里斯（Travis Reese）表示，2016年成立的中国资助的“会议小组”（Conference Crew）对菲律宾进行了网络间谍活动，目标是外交和国家安全信息。
2020年，Facebook撤下了一个作为中国针对菲律宾的虚假信息宣传活动一部分的网络。该活动利用虚假资料来影响公众舆论，特别是与政治相关的舆论。
马卡蒂市发生一起谋杀案，现场发现了两张中国解放军身份证件。菲律宾参议员班斐洛·拉克森声称他收到了一些信息，称有两到三千名中国解放军海军成员在菲律宾。中国驻马尼拉大使馆在Twitter上回复称，这位参议员“正在考验菲律宾人民的智商”，对此拉克森回应称他的信息仍值得调查，而菲律宾武装部队表示他们还在核实该信息，称其“令人严重关切（matter of serious concern）”。
2023年11月，中国驻菲律宾大使馆否认了拉斐尔·阿鲁南三世关于该国存在秘密细胞组织的指控，此前菲律宾国家警察和国家调查局因非法持有枪支逮捕过中国公民。
2024年，前班班市长郭華萍因其公民身份问题及其参与该镇菲律宾离岸博彩运营商（POGO）而被免职。在泰国被拘留自称间谍的佘智江指认郭是其同伙。佘的狱友王富贵也表示，郭2022年的市长竞选是“由中国国家安全部门安排的”。
邓元庆于2025年1月涉嫌绘制吕宋岛军事地点等敏感数据被捕。

### 新加坡
2017年，李光耀公共政策学院的学者黄靖据报道因担任中国情报机构的影响力代理人而被新加坡驱逐出境。
2018年7月左右，SingHealth的医疗数据遭到疑似中国黑客的攻击。

### 韩国
FireEye声称，与中国军方有关的两个黑客组织，代号“Tonto Team”和“Stone Panda/APT10”，曾试图入侵韩国外交部以及其他与部署萨德反导系统相关的目标。
据报道，中国还对韩国科技公司进行经济间谍活动，如三星电子和SK海力士。

### 斯里兰卡
2010年，全印安納達羅毗荼進步聯盟主席贾亚拉利塔·贾亚拉姆表示，在受斯里兰卡内战破坏的地区工作的中国工人中，混入了中国间谍，执行针对印度的监视任务。
2019年5月，斯里兰卡当局逮捕了前军事情报负责人，指控其充当中国间谍并试图阻挠印度和美国机构对复活节爆炸案的调查。

### 越南
根据安全研究公司FireEye的说法，中国黑客涉嫌以越南政府和企业目标为攻击对象。人称Conimes的黑客组织，通过网络钓鱼攻击目标，并通过2012年之前的Microsoft Word版本传播恶意软件。

## 欧洲
据网络安全公司Area 1称，为中国人民解放军战略支援部队工作的黑客入侵了欧盟用于通信的COREU网络，使其能够访问数千份低密级文件和外交公电。
依据歐洲對外事務部2019年发布的一份报告，估计有250名国安部间谍在欧盟首都布鲁塞尔活动。
在2021年7月与北约、核心英语圈（五眼联盟）国家和日本的联合声明中，欧盟指责中国国家安全部以及与国安部签约的犯罪黑客实施了多次网络攻击，其中最引人注目的是2021年Microsoft Exchange Server数据泄露。虽然一些攻击是签约黑客团伙出于营利目的进行的勒索软件事件，然欧盟高级外交官何塞普·博雷利表示，黑客行为是“为知识产权盗窃及间谍活动之目的”而进行。

### 比利时
2008年，比利时司法大臣乔·范德尔泽恩指责中国政府对比利时政府进行电子间谍活动，而外交大臣卡雷尔·德许赫特则告知比利时联邦议会，中国特工入侵了其部门。这次间谍活动可能与比利时是北约和欧盟总部的所在地有关。
鲁汶的鲁汶天主教大学也被认为是欧洲一群中国学生进行工业间谍活动的中心，他们在一个名为“鲁汶中国学生学者联谊会”的掩护组织下运作。2005年，该协会的一位主要人物逃离到比利时，向比利时国家安全局提供了数百名在欧洲从事经济间谍活动的间谍信息。该组织与中国外交官没有明显联系，其重点是将内线安插到荷兰、英国、德国、法国和比利时的实验室和大学。《人民日报》（中共中央机关报）驳斥这些报道是出于对中国经济发展的畏惧所捏造的。
2019年2月，欧洲对外行动署发布一份报告，估计有250名中国国家安全部间谍在欧盟首都布鲁塞尔活动。
2023年12月15日，《金融时报》、《明镜周刊》和《世界报》联合调查披露，前弗拉芒利益党参议员弗兰克·克雷耶尔曼（Frank Creyelman）三年间收受中国国家安全部的贿赂，以影响欧盟内部的讨论。随后，弗拉芒利益党将其开除党籍。他的兄弟，同样是弗拉芒利益党议员的史蒂文·克雷尔曼（Steven Creyelman）也与此案有所关联。

### 捷克
2024年3月，中华民国（台湾）候任副总统萧美琴在到访布拉格期间，车队遭到中国大陆外交人员车辆无视交通信号尾随。经过调查，捷克军事情报局2025年6月称北京方面持续监视在布拉格期间的萧美琴一行并获取有关行程信息、记录会面过程；是次行动还计划创造条件对萧美琴进行心理威慑，但计划未完全落实。军事情报局称“这些行为公然违反‘维也纳外交关系公约’所规定的外交人员职责”，还指出类似的中国渗透行动在欧洲前所未有。北京外交部发言人郭嘉昆对此回应到，捷克允许“‘台独’顽固分子”到访，严重违背“一个中国原则”和捷方对华政治承诺，强调“中国外交人员向来遵守驻在国法律法规”。

### 丹麦
2023年6月，彭博新闻社报道，华为对位于丹麦哥本哈根的丹麦电信集团（TDC）进行了间谍活动。此次间谍活动旨在争取与瑞典电信公司爱立信竞标，以获得价值1.75亿瑞士法郎（1.98亿美元）的5G网络合同，用于升级丹麦的蜂窝网络。

### 爱沙尼亚
2021年3月，爱沙尼亚科学家塔莫·库特斯因替中国从事间谍活动而被定罪。据爱沙尼亚内部安全局的说法，科茨于2018年被中共中央军委联合参谋部情报局招募，并于2020年9月9日被捕。科茨从他的上线那里获得了大约17,000欧元的报酬。科茨曾在塔林理工大学海洋研究所工作，同时也是爱沙尼亚国防部和北约海底研究中心科学委员会的成员。

### 芬兰
根据安全研究公司F5的说法，在2018年美俄峰会在赫尔辛基举行之前，中国黑客对芬兰的物联网计算机发动了大规模攻击。
2021年3月，芬兰政府指控与中国有关联的黑客组织APT31入侵芬兰议会。同年7月，在欧盟、北约、美国和英国就中国支持的黑客活动（参见2021年Microsoft Exchange Server数据泄露事件）发表联合声明之际，英国国家网络安全中心也指责与中国所关联的黑客组织是芬兰议会黑客事件之幕后主使。

### 法国
法国曾发生数起疑似中国间谍事件。其中包括来自北京的中国京剧演员时佩璞，他曾扮作女子与一名法国外交官交往时从事对法国的间谍活动。
法国媒体还将汽车零部件公司法雷奥的22岁中国实习生黄李李（Li Li Whuang）描述为一名工业间谍。法国检方和法雷奥都驳斥了媒体关于间谍活动的说法，此案后来被认为是精神错乱。李李最终被判违反合同保密条款，服刑两个月，但获准继续在贡比涅技术大学攻读博士学位。
两名法国情报人员，仅以Henri M和Pierre-Marie H的化名被提及，被指控向中国泄露机密信息。据报道，Henri M是法国对外安全总局（DGSE）的北京站站长。
据《费加罗报》报道，法国对内安全总局（DGSI）和法国对外安全总局认为，中国间谍利用领英（LinkedIn）将数千名商业和政府官员作为潜在信息来源。
2011年，空中客车防务与航天（后为阿丽亚娜集团）遭到中国网络攻击，目标是M-51潜射弹道导弹的技术规格和测试结果。
2018年12月，DGSI和法国国家信息系统安全局（ANSSI）的专家发现了一起针对空中客车公司的“复杂”供应链攻击。此次攻击的模式被描述为典型的APT10组织所为，但却复杂程度异常。此次攻击的动机据推测是出于经济战目的，旨在帮助中国国内中国商飞C919客机的开发。
2019年，莫里奥·德利勒海军上将向国民议会发出警告称，在布雷斯特，中国女子与法国军人结婚的人数众多。布雷斯特是负责法国海上核威慑的战略海洋部队总参谋部所在地，毗邻法国弹道导弹核潜艇的母港长岛。他还指出，中国在法国各地甚低频军事传输中心周围的“存在日益增强”，并举例说明了北京市投资公司在靠近HWU发射台的偏远小镇创建“中国-欧洲枢纽”。当地一名议员将这一选择描述为“令人不安”。
2020年12月，华为宣布将在法国与德国边境附近开设其在中国以外的第一家大型工厂。国家和地方报纸迅速表达了对该工厂选址的国家安全担忧，该工厂位于法国国防情报局（DRM）总部、多个电子战、情报和传输团之间，而且对华为公司本身也存在担忧。美国驻斯特拉斯堡领事就华为项目会见了当地市长。
2021年7月，法国国家信息系统安全局发布了一份安全警报，称一起“影响众多法国实体的大规模入侵行动”被描述为“特别恶劣”，使用了APT31组织的运作模式。布告两周后法國國防部長弗洛朗丝·帕利在国际网络安全论坛上暗示“网络空间出现了一场新的冷战……却没有相应的克制……网络领域可没有红色电话”，并警告“我们可能会面临快速且不可控的局势升级，伴随前所未有的危机和不可预测的连锁效应”。
2023年3月，中华民国（台湾）侨务委员会（OCAC）表示中共透过一个设在法国的海外警察服务站对位于法国的侨委会华语文学中心发动网络攻击。

### 德国
据《南德意志报》报道，中国长期在向德国联邦议院议员索取情报，其中包括向一名议员提供3万欧元以获取内部信息。
2007年8月至9月期间，中国黑客涉嫌利用木马间谍软件入侵了各种政府电脑，包括德国联邦总理办公室、德國聯邦經濟及能源部和德国联邦教育及研究部的电脑。德国官员认为木马病毒被植入Microsoft Word和PowerPoint文件，大约160吉字节（GiB）的数据在解放军的指令下，经由韩国被泄露至广州、兰州和北京。
德国内政部估计，中国经济间谍活动可能每年给德国造成200亿至500亿欧元的损失。据报道，间谍活动的目标是中小型公司，这些公司不像大型企业那样拥有强大的安全制度。经济安全工作组（ASW）负责人贝特霍尔德·斯托佩尔坎普（Berthold Stoppelkamp）表示，德国公司的安全文化薄弱，使得间谍活动更容易进行，再加上缺乏“强大、集中”的警察指挥系统，情况更加恶化。巴登-符腾堡州的反情报专家瓦尔特·奥普费尔曼（Walter Opfermann）声称，中国正在利用极其复杂的电子攻击，能够危及德国部分关键基础设施，通过电话入侵和木马电子邮件等技术收集敏感信息。2018年11月，科隆的德国检方指控朗盛一名前雇员替一家中国仿冒公司从事工业间谍活动。
德国怀疑中国对德国公司和居住在该国的维吾尔人侨民进行间谍活动。2011年，一名64岁的德国男子被指控于2008年4月至2009年10月期间在慕尼黑监视维吾尔人。慕尼黑是维吾尔族侨民的中心，2009年11月，德国联邦刑事警察局成员逮捕了四名中国公民，指控他们监视维吾尔人。2007年，中国外交官季武敏在被观察到与监视慕尼黑维吾尔人的个人会面后离开德国，德国调查人员怀疑中国正在其位于诺伊豪森-宁芬堡区的慕尼黑领事馆协调间谍活动。
2012年，欧洲航空防务与航天公司（EADS，空中客车）和钢铁制造商蒂森克虏伯遭到中国黑客攻击。蒂森克虏伯描述此次攻击是“大规模”且“超高质量”的。
2016年，蒂森克虏伯遭受了一次“有组织、高度专业的黑客攻击”，此次攻击“有国家靠山，还使用了最好的攻击技术”，其目的是“窃取技术专有知识和研究成果”。该公司表示，经过“长达6个月的防御战”，成功击退了此次攻击。一些信息被黑客获取，但据报道，与高炉、发电站和潜艇相关的关键部门并未受到影响。通过攻击时间可推断攻击者位于中国或东南亚。
2017年，德国联邦宪法保卫局（BfV）发布信息，声称中国情报机构在领英等网站上创建了虚假社交媒体个人资料，利用它们收集德国政客和政府官员的信息。联邦宪法保卫局此前曾警告称，中国情报官员正在利用领英和XING等社交网站招募线人。外交部发言人陆慷否认了这些指控。
2019年，由巴伐利亞廣播公司主导的一项调查发现，一个人称Winnti的黑客组织攻击了包括六家德国DAX上市公司（拜耳公司、巴斯夫、西门子、汉高、科思创）在内的12家大型企业。卡巴斯基實驗室于2011年首次发现Winnti感染了德国公司Gameforge，此后长期高度活跃。一位有合作关系的信息安全专家半开玩笑地表示，“其他没有被Winnti攻击的DAX公司都肯定有地方没做对。”该组织也被认为是2016年蒂森克虏伯黑客攻击的幕后主使。
我们可以根据大量指标，高度确信Winnti组织受中国（政府）指使。——Dror-John Röcher（德国网络安全组织，DCSO）
2024年10月，德国逮捕了中国女子Yaqi X.，她被指控通过欧盟议员马克西米利安·克拉的中国助手郭建（Jian Guo，音译）向中国传递国防信息。
2025年1月，德国检方起诉了三名涉嫌为中国情报部门收集军事技术信息的嫌疑人。德国联邦刑事警察局（BKA）于2024年4月在杜塞尔多夫和巴特洪堡逮捕了Herwig F.、Ina F.和Thomas R.。 
2025年4月，一名曾在欧洲议会为德国极右翼议员马克西米利安·克拉工作的中国男子郭建被指控为中国从事长达四年多的间谍活动。

### 立陶宛
立陶宛情报机构声称，中国正在进行一场“攻势日益活跃”的间谍活动，期间还会“试图招募立陶宛公民”。立陶宛国家安全部主任达里乌斯·尧尼斯基斯（Darius Jauniskis）已对华为电信设备构成的潜在威胁提出警告。

### 挪威
为中国政府做事的APT10黑客组织入侵了挪威商业软件提供商Visma，据报道是为了获取该公司客户的信息。从2018年8月30日开始，APT10使用了一个名为Trochilus的恶意软件程序，还接入了一个软件后门，然后通过WinRAR和cURL将Visma的数据导出到一个Dropbox账户。

### 波兰
2009年4月19日，曾于波兰军事情报局服役的密码操作员的士官Stefan Zielonka神秘失踪。之后有人猜测Zielonka可能为俄罗斯情报部门工作，或者已逃到中国，他的密码学专业知识和对北约通信与信息局的了解可能会提供有价值的信息。另一方面，也有人认为Zielonka患有抑郁症和个人问题，但这遭到了部分人的反驳。2010年4月27日，Zielonka的尸体在维斯瓦河岸边被发现，当时已高度腐烂，附近树上还挂着一根绳子，还有发现了带有他姓名的文件。有人猜测他的死亡可能是被伪造的。最终，据四块骨骼碎片的DNA鉴定证实了尸体属于他，调查人员排除了第三方介入的可能性。然而该案件及其调查仍有许多未解决和令人费解的谜团。
2018年4月，波兰议会波兰共和国自卫党前成员Mateusz Piskorski被指控为俄罗斯和中国从事间谍活动。
2019年1月，华为波兰销售总监王伟晶（又名“Stanislaw Wang”）与波兰内部安全局（ISA）前高级特工Piotr Durbajlo一同被捕，涉嫌从事间谍活动。王伟晶毕业于北京外国语大学，在罗兹学习波兰语，随后在中国驻格但斯克领事馆担任文化专员四年多，之后进入华为工作。王伟晶于2017年加入华为企业业务集团。Durbajlo曾在波兰军事科技大学工作，从事电信安全项目。从ISA退休后，他开始担任Orange Polska的顾问。

### 俄罗斯
2007年12月，Tsniimash-Export首席执行官伊戈尔·雷谢京（Igor Reshetin）和三名研究人员因向中国人传递两用技术而被判入狱。分析人士推测，泄露的技术可能有助于中国开发更先进的导弹并助推中国航天项目。2010年9月，俄羅斯聯邦安全局拘留了两名在圣彼得堡波罗的海国立技术大学工作的科学家。两人被指控向中国传递机密信息，可能是经由哈尔滨工程大学进行。俄罗斯长期是与中国相关黑客的重要目标。
2020年2月，俄罗斯联邦安全局拘留了俄罗斯北极科学院院长瓦列里·米特科博士，罪名是向中国情报人员提供与潜艇水下探测相关的机密信息。
《纽约时报》2025年6月7日报道指，据获得的俄羅斯聯邦安全局（FSB）情报文件所示，中国正在俄羅斯遠東地區寻找“古代中华民族”的踪迹。中国还试图利用俄罗斯科学家和档案资金进行旨在与边境地区建立历史隶属联系的研究，使得莫斯科方面忧心于北京试图侵占其包括海参崴在内的大片领土。与中国情报机构有联系的中国国防公司和研究所在俄乌战争开战后不断涌入俄罗斯以了解战争详情。FBS文件指出，“北京特别感兴趣的是有关使用无人机的作战方法、软件现代化以及对抗西方新型武器的方法的信息。”中国间谍同时在北极地区活跃。为支持反中国情报团队作业，以应对日益增长的中国间谍威胁，俄罗斯安全机构要求其外勤人员提供微信账户及其登录信息。其安全部门还拥有在地化后储存在其境内的俄罗斯用户微信数据的访问权限。这使俄罗斯反情报部门得以利用微信的非端到端加密特性识别出可能与中国情报机构有联系的用户。

### 土耳其
中国在土耳其从事间谍活动，以监控在土耳其的维吾尔人，其中包括胁迫和复杂的网络间谍措施。2024年2月，土耳其逮捕了六名涉嫌替中国情报部门监视该国维吾尔人的嫌疑人。2025年5月，据报道，土耳其國家情報局（MIT）在伊斯坦布尔破获了一个中国网络间谍小组，该小组被指控利用黑基站（ghost base stations）收集通信数据和用户信息，并对土耳其政府官员和土耳其维吾尔人进行监视。

### 瑞士
据《新苏黎世报》报道，中国情报部门曾试图通过领英招募瑞士大学教职员工和研究人员。

### 瑞典
一名后来成为瑞典公民的维吾尔人巴布尔·迈海苏提（Babur Maihesuti）因监视瑞典、挪威、德国和美国的维吾尔人难民社区而被捕，最终被判犯有非法间谍罪。2018年4月，瑞典指控49岁的藏族难民多杰·嘉参（Dorjee Gyantsan）于2015年7月至2017年2月期间在瑞典监视藏族异议人士和难民。嘉参被指控收集瑞典藏族难民的信息，然后将这些信息传递给在芬兰和波兰的中国官员。嘉参在从华沙返回时被捕，当时他携带了6000美元现金。

### 英国
包括军情五处（MI5）专家在内的英国官员们忧心于中国可能会利用网络攻击以及植入在计算机和电信设备中的间谍设备瘫痪英国的企业。据报道，军情五处监控到中国对力拓集团计算机的间谍活动。
据政府通信总部主任前负责人罗伯特·汉尼根称，中国黑客曾替中国政府对英国大学和工程公司进行经济间谍活动。
2023年9月，英国媒体报道称，一名在英国驻北京大使馆工作的英国外交官在中国官员赠送的告别礼物茶壶中发现了一个窃听装置。直到这名外交官返回英国后不慎将茶壶摔碎，才在里面发现了掩藏的窃听器。
2023年，一名被称作“H6”或杨腾波的人被指称为中国间谍，已成为涉及英国政府和王室争议的中心人物。“H6”与约克公爵安德鲁王子有过联系，并曾受邀参加他2020年的生日庆典。一名王室助手Dominic Hampshire曾允许“H6”在中国处理潜在投资者事宜时替公爵行事。时任内政大臣苏拉·布雷弗曼领导的内政部于2023年禁止“H6”进入英国，理由是其涉嫌替中共从事“秘密和欺诈活动”。伦敦一家专门法庭维持了这一决定，裁定布雷弗曼有理由认定“H6”对国家安全构成风险。一名法官裁定，这名中国间谍据称获得了王室异常的信任。住房部长吉姆·麥克馬洪表示，尽管议员们日益要求披露更多细节，但公布“H6”身份是法院的事。前保守党领袖施志安计划在议会提出一项紧急质询，内容涉及据称与“H6”有关联的统一战线工作部。伊恩·邓肯·史密斯爵士还警告称，英国还有许多像“H6”这样的人。中国驻伦敦大使馆否认了这些指控，并指责一些英国个人编造“间谍”叙事以诋毁中国。安德鲁王子在政府表达担忧后已停止与“H6”的一切联系，同时也有人警告英国可能存在更多间谍活动。内政大臣顧綺慧强调，在应对国家安全威胁的同时，需要平衡与中国的经济合作。英国首相基尔·斯塔默已表达了他对中国构成的挑战的担忧。
除了对间谍活动的担忧，军情五处（MI5）也对中国隐蔽培植影响力感到忧虑。2022年1月，英国广播公司（BBC）报道称，军情五处向英国议会议员（MPs）发出了一次罕见的警告，称一名中国特工李貞駒（Christine Ching Kui Lee）对议会进行渗透，替中国政府干预英国政治。该警告表示，李贞驹“与现任及有意竞选的议员建立了联系，替中共行事”，并向政界人士提供了由中国大陆和香港的外国公民资助的捐款。2024年12月，李贞驹在对军情五处的法律挑战中败诉。她声称针对她的安全警报是出于政治动机，侵犯了其人权。然而，调查权力法庭一致驳回了她的案件，所有三名法官都认定军情五处的行为是出于“合法理由”。

### 梵蒂冈城邦
据Recorded Future公司的一项调查，中国黑客入侵了梵蒂冈和教廷驻华研究代表团的计算机网络，包括在一封看似来自国务枢机卿彼得罗·帕罗林的信件中植入了恶意软件。在调查报告发布后的几周内，黑客继续在梵蒂冈网络上活动，到2020年11月，针对梵蒂冈的组织已经改变了他们的策略以避免被发现，但仍被Proofpoint公司的研究人员发现。

## 北美

### 加拿大
有报纸估计中国在加拿大可能有多达1000名间谍。加拿大安全情报局局长理查德·法登被认为在一次电视采访中暗示了加拿大各省和市级的一些政客与中国情报机构有联系。在采访中，他声称一些政客受到外国政府的影响，但几天后他撤回了这一声明。加拿大华人团体等群体认为其指涉中国，因为其在同一次采访中强调了中国在加拿大进行的高级间谍活动，但法登没有具体说明这些政客受到了哪个国家的影响。他的声明在几天后被撤回。
2005年，加拿大商人乔·王（Joe Wang）表示，在他的有关中国侵犯人权指控的节目播出后收到了来自中国领事馆的威胁信件，其中一个信封里含有硼酸。
2012年，渥太华自由记者马克·布里（Mark Bourrie）表示，国务院下属的新华社通过其渥太华分社社长张大成（Dacheng Zhang，音译），利用他对加拿大议会的新闻采访权，要求他收集有关达赖喇嘛的信息。布里表示，2009年他受邀为新华社撰稿并向加拿大安全情报局（CSIS）寻求建议，然未获理睬。布里被要求收集在渥太华会议中心举行的第六届世界议会议员西藏大会的信息，尽管新华社并无意撰写关于会议进程的报道。布里指出，那时“我们是以不实身份到场的，表面是记者，实则充当政府特工（代理人）。”新华社收集了大量关于加拿大藏人和法轮功异议人士的信息，并被从中国脱离的陈用林和无国界记者指控从事间谍活动。
2013年12月1日，勞氏集團雇员黄清（Qing Quentin Huang，音译）被捕，并被指控违反《信息安全法》，据称他向中国泄露了联邦造船战略的机密信息。据报道，黄清曾联系中国驻渥太华大使馆试图传递机密信息，但被加拿大安全情报局侦测到并通知了加拿大皇家骑警。
2006年至2010年间，中国移民王阳（Yang Wang，音译）承认向中国国家安全部提供包括法轮功的活动信息在内的情报。
大约在2014年6月，加拿大国家研究委员会据报道遭到中国政府支持的黑客入侵。
2022年，魁北克水电公司研究员王跃生（Yuesheng Wang）被捕，并被指控违反《信息安全法》，据称他拿到商业秘密，并与中国大学合作申请专利，且未经魁北克水电公司许可发表论文。他还被控欺诈性获取商业秘密、未经授权使用计算机和公职人员失信。据指他的作案时间在2018年2月至2022年10月期间。

### 美国
我认为，如果我们终将卷入一场战争，一场与某个大国的真枪实弹的战争，那极有可能将是一次造成严重后果的网络入侵所致。而且这种（网络）能力，正在几何式增长。
 — 拜登总统， 2021年7月27日在国家情报总监办公厅向美国情报界发表讲话

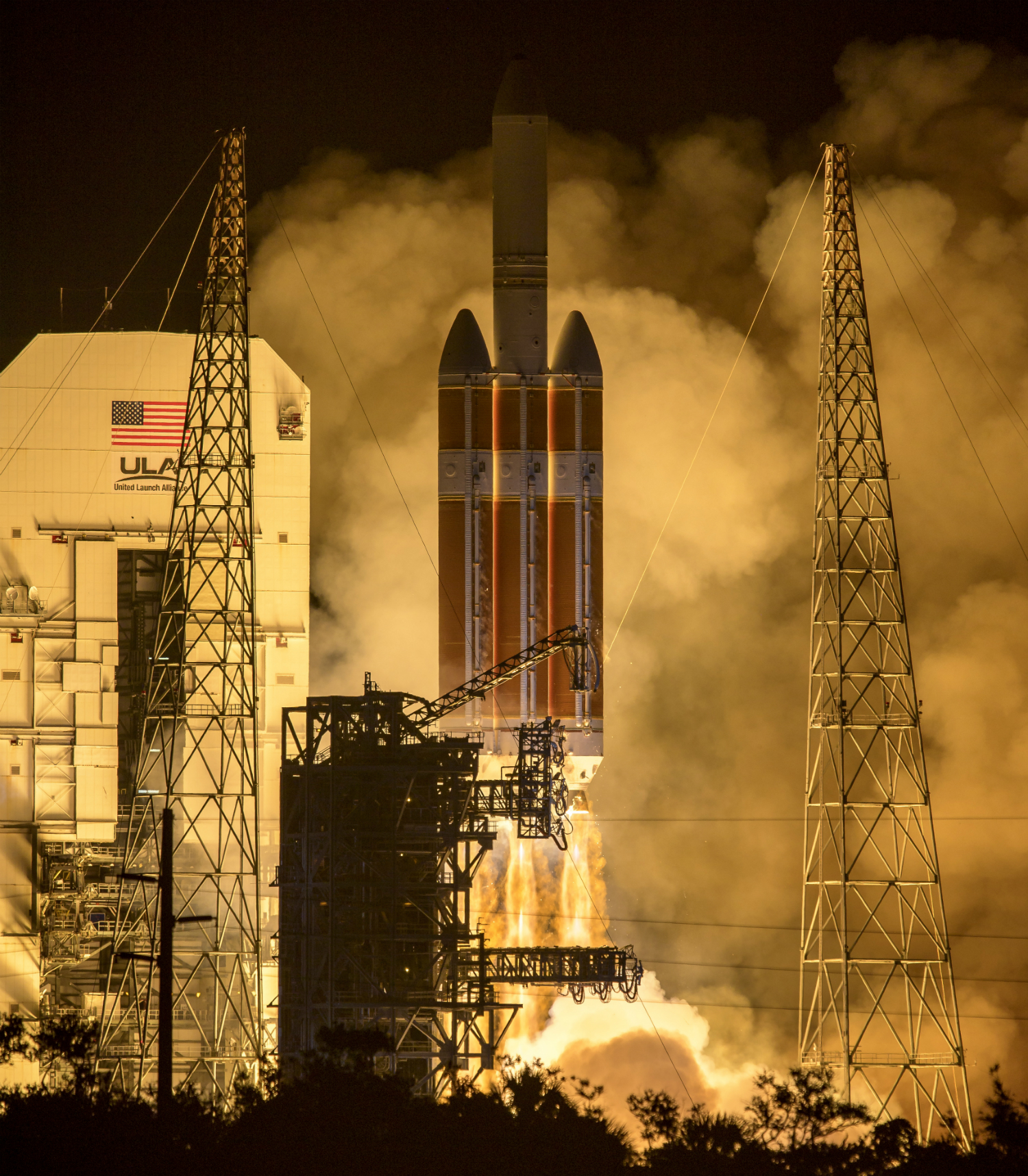
2018年之三角洲IV号重型运载火箭

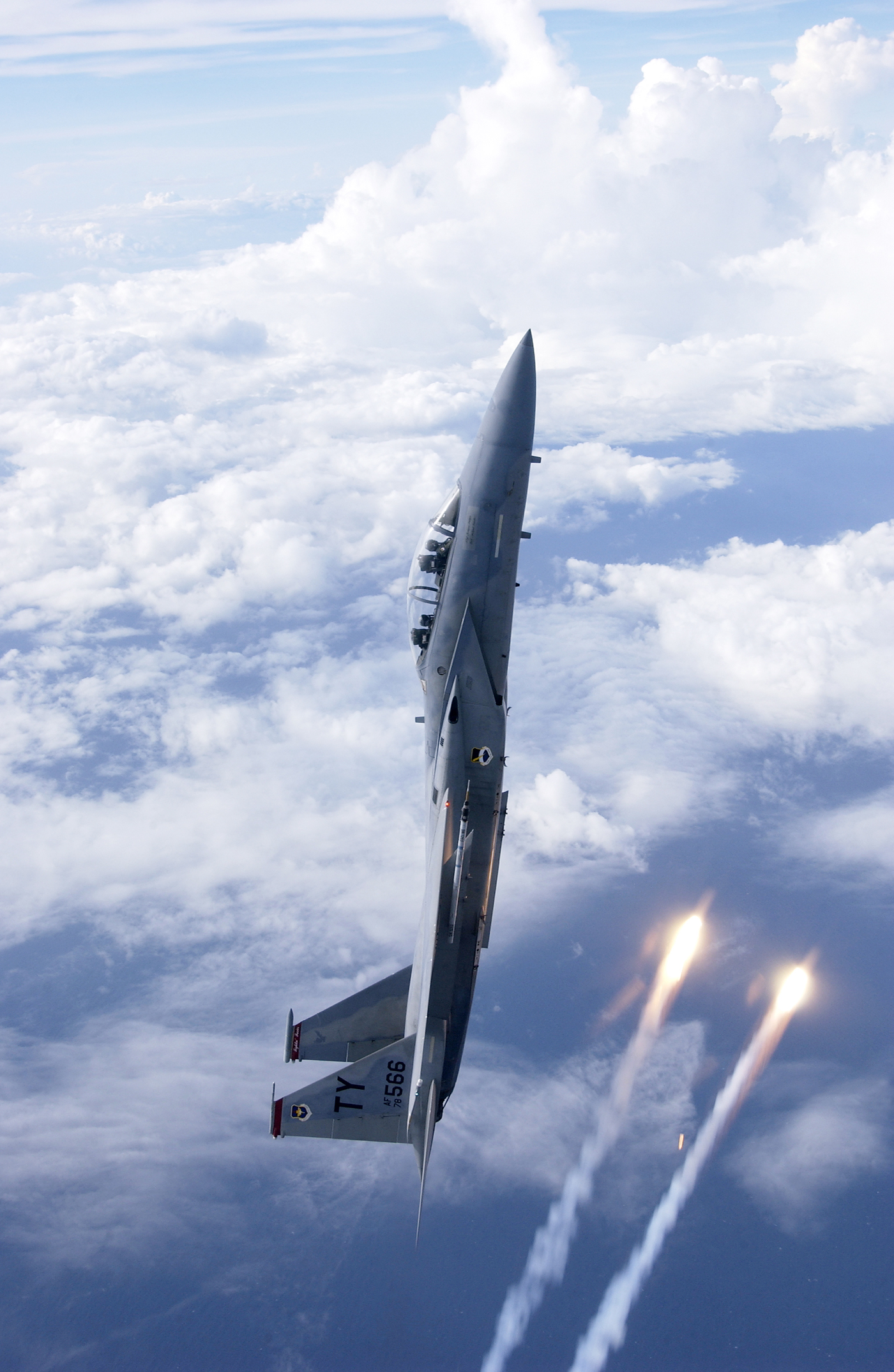
2004年之F-15鷹式戰鬥機

中国涉嫌在美国长期从事针对军事和工业机密的间谍活动，常诉诸利用商业实体以及科学、学术和商业联系网络。多名美国公民已因替中国从事间谍活动而被定罪。归化公民鍾東蕃（Dongfan Chung），一名在波音公司工作的工程师，是首位依据1996年经济间谍法被定罪的人。鍾東蕃涉嫌泄露了包括三角洲IV號運載火箭、F-15鹰式战斗机、B-52同温层堡垒轰炸机以及CH-46和CH-47直升机在内的设计机密信息。
美国司法部对募资活动的调查发现，中国代理人试图在1996年总统竞选前，引导外国资金向民主党全国委员会（DNC）捐款。中国驻华盛顿特区大使馆被用于协调对民主党全国委员会的捐款。
台裔美国科学家李文和（1939年12月21日出生于台湾南投市）于1999年被控并调查间谍罪名，但除了处理机密数据不当外，所有指控均被宣告无罪。
2005年11月，美国在洛杉矶逮捕了四名涉嫌参与中国间谍网的人。
2008年，中国政府被指控在商务部长卡洛斯·古铁雷斯访问北京进行贸易访问期间，秘密复制其笔记本电脑中的信息，以获取美国公司的情报。中华人民共和国外交部发言人秦刚随后驳斥了这些指控。
2009年，中国涉嫌从国防承包商洛克希德·马丁公司的计算机中窃取了数太字节（TiB）的F-35联合攻击战斗机设计数据。2012年，一个似乎可以与F-35匹敌的中国版本，即沈飞歼-31出现。
根据美中經濟暨安全檢討委員會向美国国会提交的第七份年度报告（2009年9月发布），中国对美国政府和商业组织的间谍活动和网络攻击是一个主要问题。“即使网络攻击的归因是个难题，但攻击的规模和协调性，都强烈指向中国政府的参与”，委员会副主席拉里·沃策尔表示，“除了有损美国利益，中国的人力间谍和网络间谍活动，也为中国在经济、技术和军事发展上实现飞跃提供了途径。”报告指出，来自中国对美国国防部计算机系统的网络攻击数量从2007年的43,880次增加到2008年的54,640次，增长了近20%。路透社报道称，委员会发现中国政府已将其许多计算机网络责任置于中国人民解放军的指挥之下，并且主要将数据用于军事目的。对此，中方抨击该报告“充满偏见”，并警告其可能损害中美关系。时任外交部发言人秦刚2009年11月表示：“我们奉劝这个所谓委员会不要总是戴着有色眼镜看中国。”
2015年6月，美国联邦人事管理局（OPM）宣布，该办公室成为一起数据泄露事件的目标，多达四百万人的记录受到影响。随后，联邦调查局局长詹姆斯·科米将受影响人数增至1800万。《华盛顿邮报》援引不具名政府官员的话报道称，此次袭击源自中国。詹姆斯·科米说：“从国家安全和反情报的角度来看，这是一件非常大的事情。它是一个关于所有曾为、试图为或正在为美国政府工作的人的信息宝库。”
美国之音2020年4月报道称，“美国情报机构认定中国黑客干预了2016年和2018年的选举”，并且在2020年美國選舉前，“网络安全研究人员表示，已有迹象表明中国相关黑客对美国政治目标进行了所谓‘鱼叉式网络钓鱼’攻击”。
2019年，两名中国公民因Anthem医疗数据泄露案被起诉。约8000万条公司记录被黑客入侵，引发了人们对被复制的数据可能被用于身份盗窃的担忧。2020年2月，美国政府起诉了一些中国人民解放军成员，指控他们入侵艾可飞并窃取敏感数据，作为大规模盗窃案的一部分，其中还包括窃取商业机密。在2017年Equifax数据泄露事件中，超过1.45亿美国人的个人记录被泄露。
2020年7月，美国联邦调查局（FBI）局长克里斯托弗·A·雷将中国称为对美国“最大的长期威胁”。他指出，联邦调查局如今“平均每10小时就启动一起与中国相关的反情报案件”，全国近5000起正在进行的反情报案件中，有近半数牵涉中国。
我们国家的信息和知识产权，以及我们的经济活力，面临的最大长期威胁，就是关于中国的反情报案和经济间谍活动。这直接威胁到我们的经济安全——进而，也威胁到我们的国家安全……（这些行径的）受害者，正是美国人民。中国，其盗窃规模之巨大，堪称人类历史上最大规模的财富转移之一。我们现在已经到了这样的地步：联邦调查局平均每10小时，就要启动一起与中国相关的新反情报案件。全国目前近5000起正在进行的反情报案件中，几乎半数都指向中国。
 — 聯邦調查局局長克里斯托弗·雷， 在哈德逊研究所的讲话（2020年7月7日）
2020年7月，美国司法部起诉了两名中国黑客，指控他们进行了一场全球计算机入侵行动，目标是知识产权和机密商业信息，包括COVID-19研究。据称，这两名黑客与中华人民共和国国家安全部广东国家安全厅合作。
2021年7月，美国与北约、欧盟及其他西方国家发表联合声明，指责中国国家安全部策划了多起网络攻击，其中包括2021年的微软Exchange服务器数据泄露事件。然而，声明也指出，有几起攻击是受国家安全部雇佣的非政府黑客出于非情报目的进行的营利性勒索软件攻击。此外，美国司法部起诉了四名被控为国家安全部工作的中国公民，他们涉嫌针对政府、学术和私人机构发起黑客攻击；这些人各被控一项串谋实施计算机欺诈罪和一项串谋实施经济间谍罪。
2022年11月，第一位被引渡到美国受审的中国政府情报官员徐炎钧因间谍罪被判处20年监禁，罪名是试图窃取商业机密。据美国司法部，徐炎钧曾替中国盯上美国航空企业，招募员工到往中国，以索求他们的专有信息。
2023年3月，位于华盛顿特区的战略与国际研究中心（CSIS）发布了新一份《2000年以来中国在美国的间谍活动调查》报告，截至2023年2月，其中包括224起有记录的中国针对美国的间谍案件。这些案件列表基于公开来源，CSIS认为其可能不完整。据CSIS称，中国在美国的情报活动超越了包括俄罗斯在内的任何其他国家。虽然经济和技术间谍活动自2000年以来给美国造成了数十亿美元的损失，但中国的间谍活动也对国家安全造成了无法估量的损害，特别是通过窃取武器技术，包括与核武器试验相关的数据。CSIS观察到，近年来，中国已将其间谍活动扩展到窃取大量个人身份信息（PII）、政治操纵和影响力行动。
2023年8月3日，美国司法部宣布对两名美国海军军人提出两项起诉，指控他们向中国情报官员传输军事信息。魏金超（Jinchao Wei，音译），一名驻扎在圣地亚哥海军基地的两栖攻击舰艾塞克斯號上的现役海军水手，被指控串谋向一名中国间谍发送国防信息。海军下士赵文衡（Wenheng Zhao）被控收受一名中国间谍贿赂，以换取美国军事机密信息。2024年1月8日，赵文衡被判有罪，罪名是收受中国情报官员贿赂，传输敏感的美国军事信息，被判处27个月监禁并处以5500美元罚款。
2025年1月，美国司法部宣布起诉并逮捕约翰·哈罗德·罗杰斯（John Harold Rogers），前联邦储备委员会高级顾问，罪名是串谋窃取联邦储备银行的商业机密，进而提供给中国政府。

## 大洋洲

### 澳大利亚
澳大利亚国防部前部长丹尼斯·理查森表示，中国正广泛地对澳大利亚进行间谍活动，包括对澳大利亚华人社区的监视。澳大利亚认为中国政府在常年对澳大利亚企业进行间谍活动。一名从福建来的中国男学生在向国家安全部汇报透露自己曾被指使监视在澳大利亚的目标以换取海外奖学金后在2012年获得了澳大利亚难民复审庭的保护签证。
澳大利亚司法部长尼古拉·罗克森依据澳大利亚安全情报组织（ASIO）的建议，阻止了深圳公司华为竞标全国宽带网络的供应合同。澳大利亚政府唯恐华为会为中国的网络间谍活动提供后门。
中国政府涉嫌策划了一场针对澳大利亚国会使用的电子邮件网络的攻击，导致未经授权访问数千封电子邮件，并危及包括总理朱莉娅·吉拉德、外交部长陆克文和国防部长史蒂芬·史密斯在内的几位澳大利亚高级政客的电脑。
严施蔚（Shiwei 'Sheri' Yan，音译）及其丈夫，前国家评估局（ONA）官员罗杰·尤伦因涉嫌为中国从事间谍活动而受到ASIO的调查。前ONA亚洲部门助理部长尤伦，被发现曾带走涉及中国在澳大利亚情报行动的文件，并将其存放在他的公寓中。严施蔚涉嫌替中国共产党进行影响力行动，并将一名军事情报官员刘超英上校介绍给澳大利亚的联络人。
专为或代替中国政府做事的黑客涉嫌对一家澳大利亚国防公司发起网络间谍攻击。被澳大利亚信号局称作APT Alf的黑客窃取了约30吉字节（GiB）的数据，涉及的项目包括F-35联合攻击战斗机、P-8波塞冬海上巡逻机、C-130大力神运输机和联合直接攻击弹药。APT Alf使用了一个名为“China Chopper”的远程访问工具。
2015年，中国黑客入侵了澳大利亚气象局。2017年，中国黑客入侵了澳大利亚国立大学的计算机系统，可能导致该大学进行的国家安全研究遭到泄露。
2019年2月，《悉尼先驱晨报》报道称，中国商人兼房地产开发商黃向墨已被澳大利亚内政部拒绝永久居留权，据报道是出于品格和国家安全考虑。黄向墨曾担任澳大利亚中国和平统一促进会（ACPPRC）、中国和平统一促进会（CCPPNR）和中国和平统一促进会大洋洲联盟的主席；这三个组织都是中共中央统战部的下属组织或与其有密切关系。在他被迫离境之前，黄向墨一直活跃在澳大利亚政界，分别向澳大利亚工党和自由党捐赠了约270万美元，并向澳大利亚工党新南威尔士州支部提供了10万美元现金，违反了选举捐款法。2021年，黄向墨被选入香港新的选举委员会。该委员会为根据北京全国人民代表大会对香港实施的2021年香港选举制度改革所设，其竞选口号为“支持落实‘爱国者治港’”。
2019年3月，澳大利亚广播公司报道指，澳大利亚自由党成员赵波（Bo Nick Zhao）的尸体被发现于墨尔本一家酒店房间内。赵波自2015年以来一直是维多利亚州奇泽姆自由党的成员。随后有报道称，赵波曾被一名来自中国的商人接触，该商人提出以100万美元，要求赵波竞选联邦议会议员。据称赵波在向澳大利亚安全情报组织举报了此次接触的几个月后离世。议会与安全情报联合委员会（PJCIS）成员安德魯·黑斯蒂表示，赵波是：“极佳的策反对象”（英語："the perfect target for cultivation"），还评论道：“（他）在墨尔本是个有点大手大脚的人，生活入不敷出，容易被外国情报机构‘发展’。”澳大利亚安全情报组织称已在调查此案。时任北京外交部发言人耿爽就涉嫌渗透澳大利亚联邦议会事件表示，澳大利亚的一些政客、媒体对涉华问题上“已经到了风声鹤唳、草木皆兵的地步。他们不断编造所谓中国的‘间谍案’，对澳大利亚的‘渗透案’”。
2023年4月有报道称，两名据信为中国间谍的个人向悉尼一名商人提供了装有现金的信封以换取各种情报，其中包括一项涉及美国和英国协助澳大利亚建造核动力潜艇的澳大利亚政府协议。

### 新西兰
新西兰众议院议员、新西兰国家党党员杨健，因其与中国军事及情报院校的联系涉嫌从事间谍行为，2017年受到新西兰安全情报局（NZSIS）的调查。据报道，杨健未申报他曾在空军工程大学或洛阳解放军外国语学院任教，上述这类学校通常被用作中国情报官员的培训基地。杨健否认了该间谍指控。
2020年2月，新西兰严重欺诈案办公室指控三名中国公民：张乙坤（Yikun Zhang）、郑时佳（Shijia Colin Zheng）、郑恒佳（Hengjia Joe Zheng，音译）和国会议员贾米-李·罗斯涉嫌在向国家党捐赠高达10万新西兰元的捐款中提供虚假信息。张乙坤是新西兰华人社区的知名商人，籍贯广东省，据称在2000年移民新西兰之前曾在解放军服役，此人还是在新西兰族裔社区部注册的新西兰潮属总会的创始人。
该协会声称其宗旨是服务在新西兰的潮州人社区，然而中国异议人士兼当地记者陈维健却称该协会作为中国共产党的统一战线工作部（UFWD）的组成，包括向基督城基金会用于援助2019年清真寺枪击案受害者约210万澳元的捐赠，都属于一项协调策略，旨在“购买政治影响力”并对东道国政治系统进行“战略渗透”。
当地媒体Stuff还报道称，张乙坤在2017年率领一个新西兰商业领袖和政治家代表团访问了中国政府负责与海外华人社区联络的机构——国务院侨务办公室（OCAO），并且在2018年该协会正式成为统战部的一部分。2020年2月25日，严重欺诈办公室报告称，张乙坤和其他三人已被控犯有《犯罪法》规定的欺骗性获取罪和《严重欺诈办公室法》规定的提供虚假或误导性信息罪，每人均在奥克兰地方法院表示不认罪。
2020年7月23日，当地媒体《newsroom》报道称，两名中国异议人士：王乐成和习卫国在前往惠灵顿国会递交关于中国共产党在新西兰政治干预的请愿书途中遭遇车祸身亡。据报道，习卫国在中国时曾是解放军前成员，因曾反对政府腐败被警方拘留，也是民主中国阵线新西兰分会主席；王乐成则是一名中国民主运动作家。虽然警方未就案发情况发表任何评论，但据政治研究员安妮-馬里·布雷迪称，当地华人社区内部对王乐成和习卫国的车祸是否为“蓄意破坏”存在大量猜测。
2020年9月15日，Stuff媒体公司报道称，中国数据情报公司振华数据收集了730名新西兰政界人士、外交官、学者、商界高管、运动员、法官、欺诈者及其家属的开源数据情报，其中包括总理傑辛達·阿德恩、前总理约翰·基的儿子马克斯、前财政部长露丝·理查森以及运动员芭芭拉·肯德爾。振华数据公司数据库的10%已泄露给美国学者克里斯·鲍尔丁（Chris Balding），后者随后将这些资料转交给了总部位于堪培拉的网络安全公司Internet 2.0。
2023年8月，新西兰安全情报局（NZSIS）发布了一份威胁评估报告，其中指出中国、伊朗和俄罗斯是对新西兰进行外国干涉负有最大责任的三个外国政府。报告显示，中国情报机构正在积极针对新西兰的华裔社区，包括对异议人士进行监视、监控、骚扰和威胁。

## 拉丁美洲

### 古巴
2023年6月，古巴同意接收中国的间谍设施。中国在贝胡卡尔及古巴岛上各地建立了监听站，可用于监听美国东南部地区的电子通信，该地区还有重要的军事设施和密集的海洋交通。

### 秘鲁
计算机安全公司ESET报告称，数万份秘鲁公司的蓝图被恶意软件窃取，这些恶意软件被追溯到中国的电子邮件账户。这是通过一个名为ACAD/Medre.A的AutoCAD蠕虫完成的，该蠕虫由AutoLISP编写，能定位AutoCAD文件，并将它们发送到中国的QQ邮箱和163.com邮箱。ESET研究员Righard Zwienenberg声称这是一起中国的工业间谍活动。该病毒主要在秘鲁本地传播，其在被遏制前还蔓延到了一些邻国。

## 参阅
- 对中国窃取知识产权的指控（英语：Allegations of intellectual property infringement by China）
- 中華人民共和國資訊戰
- 中国间谍软件（英语：Cyberwarfare and China）
- 中国的对外干预（英语：Foreign interventions by China）
- 中国的跨国镇压（英语：Transnational repression by China）
- 外国代理人
- 地下党
- 一个机构两块牌子

## 注解
1. ↑  “影响力行动”近乎于政治作战、信息战、认知战或心理战。常见目的有观念宣传、操纵行为、制造分歧、干预决策等。[1]
2. ↑  “东道国”指的是“接待”了或“被利用”于此类活动或人员的一些国家。
3. ↑  中国共产党所谓“隐蔽战线”通常指秘密进行的情报、保卫、统战、策反等各项特殊工作。[88][89][90]
4. ↑  在信息安全领域，“入侵指标”作为网络或系统中发现能够证明恶意活动或入侵行为存在的数据，是进行网络间谍追溯的线索之一。
5. ↑  “端到端”指从“发送方”到“接收方”。不使用端到端加密功能可使有关人员更轻易地监控和审查言论。

## 延伸阅读
- Faligot, Roger. . 由Lehrer, Natasha翻译. London, United Kingdom: Hurst & Company. 2019. ISBN 9781787380967 （英语）.
- Joske, Alex. . Melbourne: Hardie Grant. 20225 October 2022. ISBN 9781743589007 （英语）.
- Mattis, Peter; Brazil, Matthew. . Annapolis, MD: Naval Institute Press]. 2019. ISBN 9781682473047.